# Blocco Riformatore
Il Blocco Riformatore (in bulgaro: Реформаторски блок) è un'alleanza elettorale di centro-destra bulgara siglata il 20 dicembre 2013 tra cinque distinti soggetti politici:
- Democratici per una Bulgaria Forte (DSB);
- Unione delle Forze Democratiche (SDS);
- Movimento Bulgaria dei Cittadini (DBG);
- Unione Nazionale Agraria Bulgara (BZNS);
- Partito Popolare "Libertà e Dignità" (NPSD).

## Risultati elettorali
| Elezione | Voti    | %     | Seggi    | Posizionata       |
| -------- | ------- | ----- | -------- | ----------------- |
| 2014     | 291 806 | 8,89% | 24 / 240 | Maggioranza       |
| 2017     | 107 407 | 3,14% | 0 / 240  | Extraparlamentare |

## Storia
L'alleanza fece il suo esordio alle elezioni europee del 2014, quando ottenne il 6,45% dei voti e un seggio: fu quindi eletto Svetoslav Malinov, esponente dei Democratici per una Bulgaria Forte, sebbene fosse stata candidata come capolista della coalizione Meglena Kuneva, leader del Movimento Bulgaria dei Cittadini, la quale aveva ricoperto l'incarico di Commissario europeo per la tutela dei consumatori nella Commissione Barroso I.
Nell'agosto del 2014 il portavoce Radan Kanev si dimise dall'incarico sostenendo una mancanza di unità all'interno dell'alleanza.
Alle elezioni parlamentari del 2014 la lista ottenne l'8,89% dei voti, eleggendo 23 deputati all'Assemblea nazionale; entrò a far parte della maggioranza partecipando alla formazione del nuovo governo guidato da Bojko Borisov.